# Рассказы из Петли
«Рассказы из Петли» (англ. Tales from the Loop) — американский научно-фантастический драматический телевизионный сериал, основанный на одноимённой художественной книге Саймона Столенхага. Премьера сериала состоялась на Amazon Video 3 апреля 2020 года. Все восемь эпизодов первого сезона были выпущены одновременно.

## Сюжет
История об обитателях небольшого городка, расположенного прямо над Петлей, специальной и во многом непонятной для жителей машины, созданной для изучения и раскрытия секретов Вселенной и самого мироздания. Именно из-за этого устройства люди здесь имеют возможность соприкоснуться с событиями, о которых они прежде если и могли представить, то только в качестве сюжета фантастической книги.

## В ролях
| Актер            | Персонаж     |
| ---------------- | ------------ |
| Джонатан Прайс   | Расс         |
| Джейн Александр  | Клара        |
| Ребекка Холл     | Лоретта      |
| Пол Шнайдер      | Джордж       |
| Дэниэл Золгадри  | Джейкоб      |
| Дункан Джойнер   | Коул         |
| Тайлер Барнхардт | Дэнни Янссон |
| Николь Ло        | Мэй          |
| Дэн Баккедал     | Эд           |
| Ато Эссандо      | Гэддис       |
| Джон Кортахарена | Алекс        |

## Эпизоды
| № в сериале | № в сезон | Название                       | Режиссёр        | Автор сценария    | Дата премьеры |
| ----------- | --------- | ------------------------------ | --------------- | ----------------- | ------------- |
| 1           | 1         | «Петля» «Loop»                 | Марк Романек    | Натаниэль Халперн | 3 апреля 2020 |
| 2           | 2         | «Транспонирование» «Transpose» | Ким Со Ён       | Натаниэль Халперн | 3 апреля 2020 |
| 3           | 3         | «Стазис» «Stasis»              | Dearbhla Walsh  | Натаниэль Халперн | 3 апреля 2020 |
| 4           | 4         | «„Эхо Сфера“» «Echo Sphere»    | Эндрю Стэнтон   | Натаниэль Халперн | 3 апреля 2020 |
| 5           | 5         | «Контроль» «Control»           | Тим Меланц      | Натаниэль Халперн | 3 апреля 2020 |
| 6           | 6         | «Параллели» «Parallel»         | Чарли Макдауэлл | Натаниэль Халперн | 3 апреля 2020 |
| 7           | 7         | «Враги» «Enemies»              | Ти Уэст         | Натаниэль Халперн | 3 апреля 2020 |
| 8           | 8         | «Дом» «Home»                   | Джоди Фостер    | Натаниэль Халперн | 3 апреля 2020 |

## Производство
17 июля 2018 года было объявлено, что Amazon заказал производство первого сезона, состоящего из восьми серий. Исполнительными продюсерами являются Мэтт Ривз, Адам Кассан, Рафи Крон, Натаниэл Гальперн, Марк Романек, Маттиас Монтеро, Йохан Линдстрем и Саманта Тейлор Пикетт. Производственные компании, вовлеченные в производство: 6th & Idaho, Indio, Amazon Studios и Телевизионные Студии Fox 21.

## Отзывы критиков
На Rotten Tomatoes первый сезон имеет оценку 86 % «свежести» на основе 69 рецензий.